# Молочай глянцевитый
Молоча́й глянцеви́тый, или Молоча́й блестя́щий (лат. Euphórbia lúcida) — многолетнее травянистое растение; вид рода Молочай (Euphorbia) семейства Молочайные (Euphorbiaceae).

## Морфология

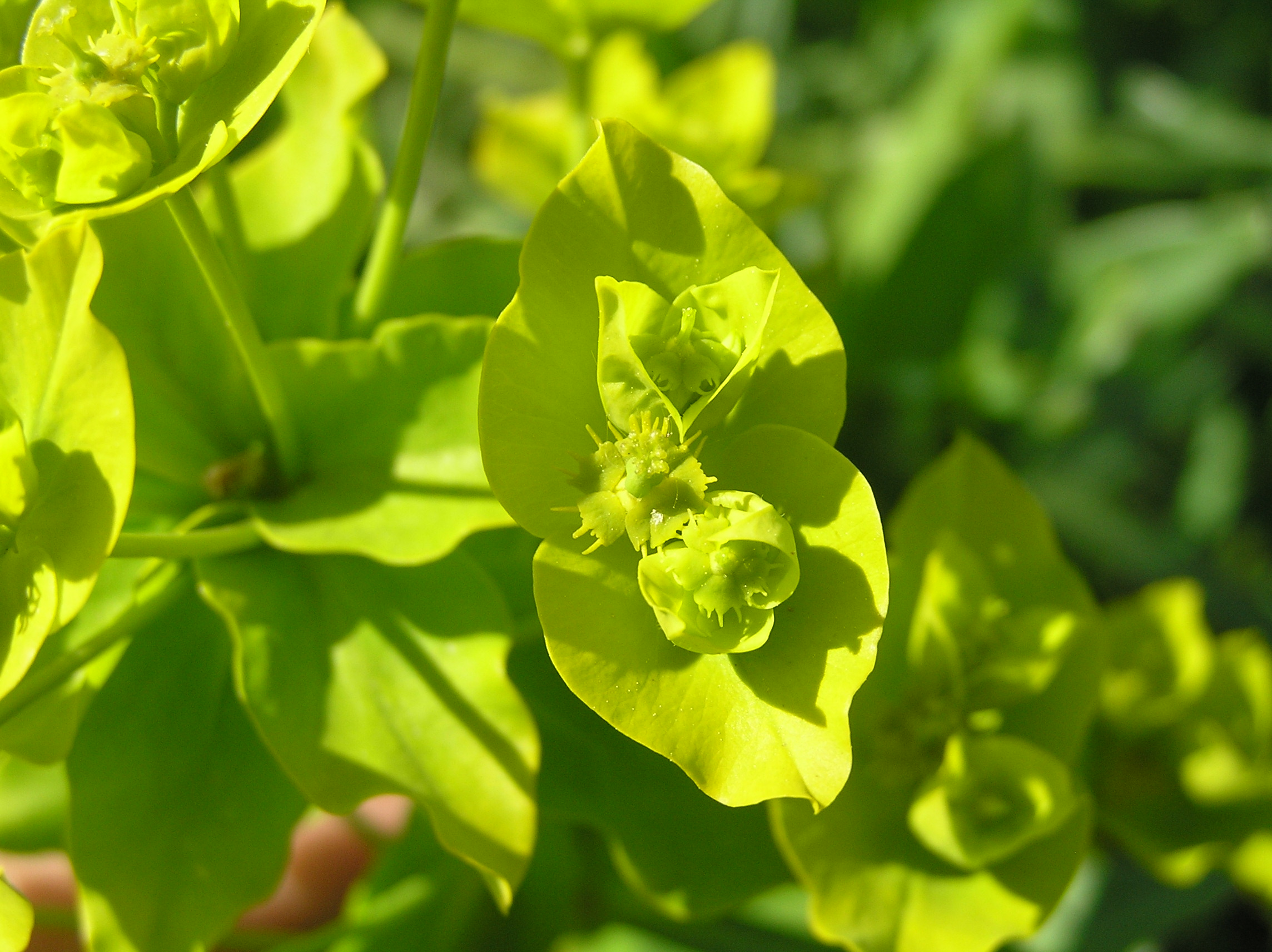
Циатия, Южная Моравия, Чешская Республика

Растение 40-100(130) см высотой, голое.
Корень крепкий, вальковато-веретеновидный, чёрный, многоветвистый, с длинными, толстыми, ползучими отпрысками.
Стебли одиночные, прямостоячие, крепкие, круглые, 5—10 мм толщиной, полосчатые, по большей части полые, густо облиственные, наверху большей частью скудно ветвистые, с несколькими длинными пазушными цветоносами, значительно превышающими верхушечный зонтик, обыкновенно без нецветущих ветвей.
Стеблевые листья сидячие, из усечённого или широко-сердцевидного основания (или даже почти ушковидного) эллиптически-ланцетовидные или ланцетовидные, 5—12 см длиной, наиболее широкие в нижней трети, 1-3,2 см шириной, отсюда кверху постепенно суженные и заострённые, туповатые, по крайней мере верхние с остроконечием, цельнокрайные, со слегка подогнутым, просвечивающим краем, чисто-зелёные, сверху глянцевитые, тускло-оливково-зелёные или желтоватые, при старении кожистые, с боковыми жилками, почти поперечными, у краёв листа сетчато переплетающимися.
Соцветие нередко удлинённое, метельчатое. Верхушечные цветоносы в числе 6—10, короткие, как и пазушные — на конце два раза двураздельные. Листочки обёртки яйцевидные, едва остроконечные, 1,5—2,1 см длиной, 1,2—1,4 см шириной, тупые; листочки обёрточек яйцевидно-ромбические или почти треугольно-яйцевидные или почковидные, столь же или более широкие, чем длинные, тупые, остроконечные или коротко-заострённые, желтовато-зелёные; бокальчик колокольчатый, 3—4 мм длиной, внутри мохнатый, с крупными, усечёнными или выемчатыми лопастями. Нектарники жёлтые, затем буровато-жёлтые, полулунные, 1,5—2 мм длиной, с тонко-цилиндрическими рожками, по длине (около 1 мм) равными ширине нектарника, редко нектарники поперечно-эллиптические. Столбики 2-2,5(3) мм длиной, сросшиеся внизу, глубоко-двунадрезанные. Цветёт в мае—июле.
Плод — яйцевидный трёхорешник, 3—4,5(5) мм длиной, не приплюснутый, глубоко-трёхбороздчатый, голый, на спинке лопастей бугорчато-точечный. Семена шаровидно-яйцевидные, около 2,5 мм длиной и 2 мм шириной, гладкие, желтовато-светло-бурые, с продолговатым коническим придатком.
Вид описан из Венгрии.

## Распространение
Европа: Австрия, Чехословакия, Германия, Венгрия, Польша, Болгария, Югославия, Греция, Румыния; территория бывшего СССР: Белоруссия, Украина, Западная Сибирь (окрестности Тюмени); Азия: Турция.
Растёт на заболоченных лугах, в ивняках, по берегам ручьёв.

## Таксономия
|  |                                      |  |                                                             |                                                             |                      |  | ещё 36 семейств (согласно Системе APG II), в том числе Маковые | ещё 36 семейств (согласно Системе APG II), в том числе Маковые |                         |  |  |  | ещё ≈2000 видов |
|  |                                      |  |                                                             |                                                             |                      |  | ещё 36 семейств (согласно Системе APG II), в том числе Маковые | ещё 36 семейств (согласно Системе APG II), в том числе Маковые |                         |  |  |  | ещё ≈2000 видов |
|  |                                      |  |                                                             | порядок Мальпигиецветные                                    |                      |  |                                                                |                                                                | род Молочай (Euphorbia) |  |  |  |                 |
|  |                                      |  |                                                             | порядок Мальпигиецветные                                    |                      |  |                                                                |                                                                | род Молочай (Euphorbia) |  |  |  |                 |
|  | отдел Цветковые, или Покрытосеменные |  |                                                             |                                                             | семейство Молочайные |  |                                                                |                                                                | вид Молочай глянцевитый |  |  |  |                 |
|  | отдел Цветковые, или Покрытосеменные |  |                                                             |                                                             | семейство Молочайные |  |                                                                |                                                                |                         |  |  |  |                 |
|  |                                      |  | ещё 44 порядка цветковых растений (согласно Системе APG II) | ещё 44 порядка цветковых растений (согласно Системе APG II) |                      |  |                                                                | ещё >300 родов                                                 | ещё >300 родов          |  |  |  |                 |
|  |                                      |  |                                                             | ещё 44 порядка цветковых растений (согласно Системе APG II) |                      |  |                                                                |                                                                | ещё >300 родов          |  |  |  |                 |

## Интересные факты
По информации Главного ботанического сада им. Н. В. Цицина РАН, блестящий молочай был одним из любимых растений советских бухгалтеров (предположительно вследствие того, что листочки растения могли напоминать им монеты).